# Oloplotosus torobo
Oloplotosus torobo es una especie de peces de la familia Plotosidae en el orden de los Siluriformes.

## Morfología
• Los machos pueden llegar alcanzar los 20 cm de longitud total.

## Hábitat
Es un pez demersal, de agua dulce y de clima tropical.

## Distribución geográfica
Se encuentra en el lago Kutubú (Papúa Nueva Guinea ).